# Moussa Diawara
Pour les articles homonymes, voir Diawara.
Moussa Diouwara, né vers 1959, est un général de division malien. Il est directeur général du renseignement intérieur sous la présidence d'Ibrahim Boubacar Keïta (IBK).

## Biographie
Il est issu de la 1re promotion du Prytanée militaire de Kati et de la 15e promotion de l'école militaire interarmes de Koulikoro. Officier de la garde nationale, il est de 2004 à 2007 aide de camp d'IBK, alors président de l'assemblée nationale. Il est de 2009 à 2011 chef d'état-major de l'opération Djiguitugu (combler l'espoir), lancée pendant la rébellion touarègue de 2007-2009. Il est promu le 1er août 2012 commandant de la garde nationale. En 2013, il est mis à la tête de la direction générale de la sécurité d'État (DGSE). Il est critiqué pour certaines de ses actions,,. Il est remplacé à la tête de la DGSE après le coup d'état du 18 août 2020 par le colonel-major Lassana Doumbia. Il n'est cependant pas inquiété et disparaît. En juillet 2021 Moussa Diawara est placé en détention à Bamako. il a été inculpé dans le cadre de l’enquête sur la disparition du journaliste Birama Touré, qui n’a plus donné signe de vie depuis janvier 2016.